# Suède au Concours Eurovision de la chanson 1967
La Suède a participé au Concours Eurovision de la chanson 1967 à Vienne, en Autriche. C'est la 9e participation de la Suède au Concours Eurovision de la chanson.
Le pays est représenté par Östen Warnerbring et la chanson Som en dröm, sélectionnés par Sveriges Radio (SR) au moyen d'une finale nationale.

## Sélection

### Melodifestivalen 1967
Le radiodiffuseur suédois, Sveriges Radio, organise la 8e édition du Melodifestivalen, pour sélectionner la chanson et l'artiste représentant la Suède au Concours Eurovision de la chanson 1967,. C'est aussi l'année où le nom  actuel « Melodifestivalen » (« festival de la Chanson ») est adoptée.
La finale nationale suédoise, présentée par Maud Husberg (sv), a lieu le 24 février 1967 au Cirkusteatern à Stockholm.

#### Finale
Dix chansons ont participé à cette sélection et sont toutes interprétées en suédois, langue nationale de la Suède.
Lors de cette sélection, c'est la chanson Som en dröm interprétée par Östen Warnerbring qui fut choisie.

## À l'Eurovision
Chaque pays a un jury de dix personnes. Chaque juré attribue un point à sa chanson préférée.

### Points attribués par la Suède
| 4 points | France                               |
| 2 points | Irlande                              |
| 1 point  | Allemagne Monaco Norvège Royaume-Uni |

### Points attribués à la Suède
| 10 points | 9 points | 8 points | 7 points            | 6 points                            |
| --------- | -------- | -------- | ------------------- | ----------------------------------- |
|           |          |          |                     |                                     |
| 5 points  | 4 points | 3 points | 2 points            | 1 point                             |
|           |          |          | - Irlande - Norvège | - Finlande - Portugal - Yougoslavie |

Östen Warnerbring interprète Som en dröm en 7e position lors de la soirée du concours, suivant la Suisse et précédant la Finlande.
Au terme du vote final, la Suède termine 8e — à égalité avec l'Allemagne et la Yougoslavie — sur les 17 pays participants, ayant reçu 7 points au total de la part de cinq pays,.